# Institución Benéfica Sagrado Corazón de Jesús de Albacete
La Institución Benéfica Sagrado Corazón de Jesús de Albacete, también conocida como el Cotolengo, es una institución benéfica ubicada en la ciudad española de Albacete.

## Historia
La Institución Benéfica Sagrado Corazón de Jesús abrió su Casa de Albacete el 24 de octubre de 1964 con el impulso de Francisco de Paula Serra Martínez, magistrado del Tribunal Supremo, que dejó su fortuna a esta congregación para ayudar a las personas más desfavorecidas de su ciudad natal. Una persona anónima donó toda la zona de la institución Benéfica del Sagrado Corazón y unas hermanas de la misma institución crearon esta Institución Benéfica, a la cual llamaron Sagrado Corazón. 

## Características
El Sagrado Corazón de Jesús tiene como misión ayudar a las personas más necesitadas que se encuentran en la capital albaceteña. 
La institución cuenta en Albacete con una trabajadora social que evalúa casos de personas con estas características: 
- Tener algún tipo de enfermedad.
- No tener recursos de vida.
- Familia desectructurada.

La institución tiene equipos fuera del país, sobre todo en África; a la mayoría de estas personas las trasladan aquí para operaciones de corazón. 
Además de las religiosas de la Casa, son más de 200 los voluntarios que colaboran en la atención de las personas desfavorecidas internas que viven en ella, así como en el comedor social creado por las hermanas del Sagrado Corazón, al que acuden a desayunar y comer unas 150 personas a diario, y más de 300 en verano.
Actualmente tienen 28 acogidos en la Casa. Como se ha dicho, todas esas personas tienen algún tipo de discapacidad, son pobres o provienen de familia desestructurada.